# Златна топка на ФИФА
Тази статия е за обединената награда. За наградата на Франс Футбол вижте Златна топка на Франс Футбол
Златната топка на ФИФА е футболна награда, присъждана годишно на футболист, за когото се смята, че се е представил най-добре през изминалата година за периода 2010 – 2015 г. Връчва се след гласуване за 1-во, 2-ро и 3-то място. Изборът на най-добрия играч се извършва чрез гласуване от треньорите и капитаните на националните отбори и журналисти от света. Всяко гласуване за първо място носи на футболиста 5 точки, за второ – 3 и за трето – 1 точка. Победители стават набралите най-много точки. Призьори са класираните на 1-во, 2-ро и 3-то място.
Наградата е учредена през 2010 г. след сливане на наградите „Златна топка на Франс Футбол“ (ЗТ-ФФ) и „Футболист на годината на ФИФА“ (ФГ-ФИФА). Лауреат на първата нова награда, за 2010 г., е Лионел Меси, с което печели за втора поредна година „Златна топка“. От 1989 до 2010 година никой не е печелил такъв приз два поредни пъти, след като през 1988 и 1989 г. Марко ван Бастен получава „Златна топка на Франс Футбол“.

Също за 2010 г., освен наградите за най-добър футболист и футболистка на годината в света, за първи път са връчени и награди за най-добри треньори на мъжки и женски отбори: техни притежатели стават Жозе Моуриньо (Интер и Реал Мадрид) и Силвия Найд (Германия).
Първата съвместна церемония на ФИФА за награждаване най-добрите футболисти и треньори от двата пола за 2010 г. се провежда на 10 януари 2011 в Цюрих, Швейцария .
През 2016 г. ФИФА и френското издание „Франс Футбол“ прекратяват сътрудничеството и наградите за годината Златна топка на Франс Футбол (ЗТ-ФФ) и Футболист на годината на ФИФА (ФГ-ФИФА) отново се връчват разделно.
| Година | Място             | Играч             | Клуб          | Точки  |
| ------ | ----------------- | ----------------- | ------------- | ------ |
| 2010   | 1-ви              | Леонардо Меси     | Барселона     | 22,65% |
| 2010   | 2-ри              | Шави Ернандес     | Барселона     | 17,36% |
| 2010   | 3-ти              | Андрес Иниеста    | Барселона     | 16,48% |
| 2011   | 1-ви              | Лионел Меси       | Барселона     | 47,88% |
| 2011   | 2-ри              | Кристиано Роналдо | Реал Мадрид   | 21,60% |
| 2011   | 3-ти              | Шави Ернандес     | Барселона     | 9,23%  |
| 2012   | 1-ви              | Лионел Меси       | Барселона     | 41,60% |
| 2012   | 2-ри              | Кристиано Роналдо | Реал Мадрид   | 23,68% |
| 2012   | 3-ти              | Андрес Иниеста    | Барселона     | 10,91% |
| 2013   | 1-ви              | Кристиано Роналдо | Реал Мадрид   | 27,99% |
| 2013   | 2-ри              | Лионел Меси       | Барселона     | 24,72% |
| 2013   | 3-ти              | Франк Рибери      | Байерн Мюнхен | 23,36% |
| 2014   | 1-ви              | Кристиано Роналдо | Реал Мадрид   | 37,66% |
| 2014   | 2-ри              | Лионел Меси       | Барселона     | 15,76% |
| 2014   | 3-ти              | Мануел Нойер      | Байерн Мюнхен | 15,72% |
| 2015   |                   |                   |               |        |
| 1-ви   | Лионел Меси       | Барселона         | 41,33 %       |        |
| 2-ри   | Кристиано Роналдо | Реал Мадрид       | 27,76 %       |        |
| 3-ти   | Неймар            | Барселона         | 7,86 %        |        |